# Lissa (isola)
Lissa (in croato Vis, in greco antico: Ίσσα?, Issa) è un'isola dell'Adriatico situata al largo di Spalato.
Assieme alle vicine isolette Busi (Biševo), Pomo (Jabuka) e Sant'Andrea in Pelago (Svetac) forma il piccolo arcipelago omonimo situato a circa 50 km dalla costa dalmata.
Amministrativamente l'isola fa parte della regione spalatino-dalmata (splitsko-dalmatinska županija) ed è divisa in due comuni: il capoluogo omonimo (Vis) e Comisa (Komiža).

## Geografia

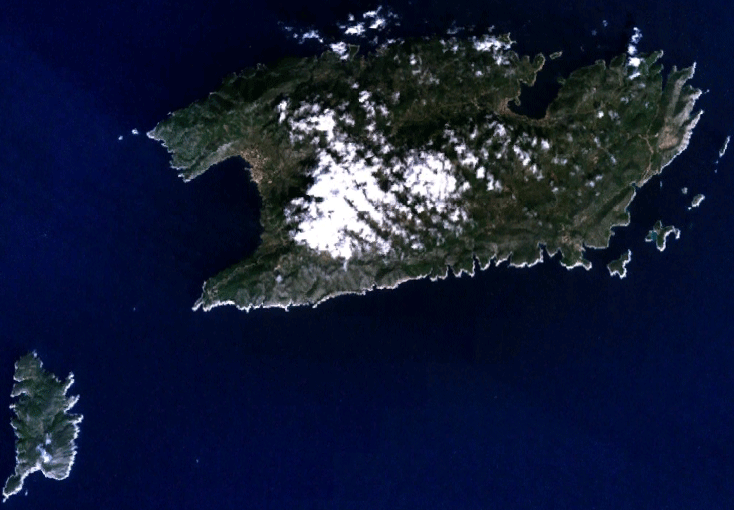
Lissa e Busi viste dal satellite

L'isola di Lissa copre una superficie di 89,72 km², ha uno sviluppo costiero di 84,9 km e misura 17 km di lunghezza per circa 8 km di larghezza. Il suo punto massimo di elevazione è il monte Om (Hum), 585 m, nella parte sud-occidentale dell'isola.  Il canale di Lissa (Viški kanal) la separa a nord-est dall'isola di Lesina e il canale di Busi (Biševski kanal) a sud-ovest dall'omonima isola.
Le coste sono frastagliate con molte insenature, la maggiore è il grande vallone di Comisa (zaljev Komiža) sul lato ovest, che è compreso tra punta Magnaremi (Knez rt) e punta Stopisca o Stupischi (rt Stupišće), l'estremo punto sud-ovest di Lissa. Segue per ampiezza porto San Giorgio (Viška luka), a nord-est, dove si trova la cittadina di Lissa. All'ingresso dell'insenatura, accanto a punta Saporine, si trova l'omonimo isolotto San Giorgio che offre un riparo dal vento di bora. Complementari, a ovest di porto San Giorgio, sono le valli Sessola (Mali e Veli Svitnja) e porto Carober (uvala Rogačić), riparato a nord da un piccolo promontorio (punta Carober). Più a ovest sempre sul lato settentrionale: la valle di Grado (uvala Gradac) con una falesia alta 100 m, porto Ticha (uvala Tiha) e porto Chiave (uvala Oključna).
All'estremità nord-est la profonda valle Promontore (uvala Stončica) a ovest dell'omonima punta dove si trova un faro e subito a sud di punta Promontore (rt Stončica) le valli Figher Grande e Figher Piccola o valli Smocova (uvala Vela e Mala Smokova). Vi sono alcune piccole isole adiacenti al lato orientale dell'isola. A sud-est la baia di porto Mànego (luka Rukavac), che ospita l'omonimo villaggio, chiusa a sud da punta Polivola (rt Polivalo) e riparata a est dall'isolotto Piano. Diametralmente opposta è punta Bargiane (rt Barjak o Barjaci), l'estremità nord-ovest di Lissa (indicata anche con nomi diversi: punta Bandiera, Bariaskirad o Sasso) con accanto gli scogli Bargiane.
L'isola gode di una lussureggiante vegetazione mediterranea. Importante la produzione di vini: il bianco Vugava (Bugava) e il rosso Plavac. I vini di Lissa erano apprezzati fin dall'antichità e celebrati dallo storico Agatarchide di Cnido nel II secolo.

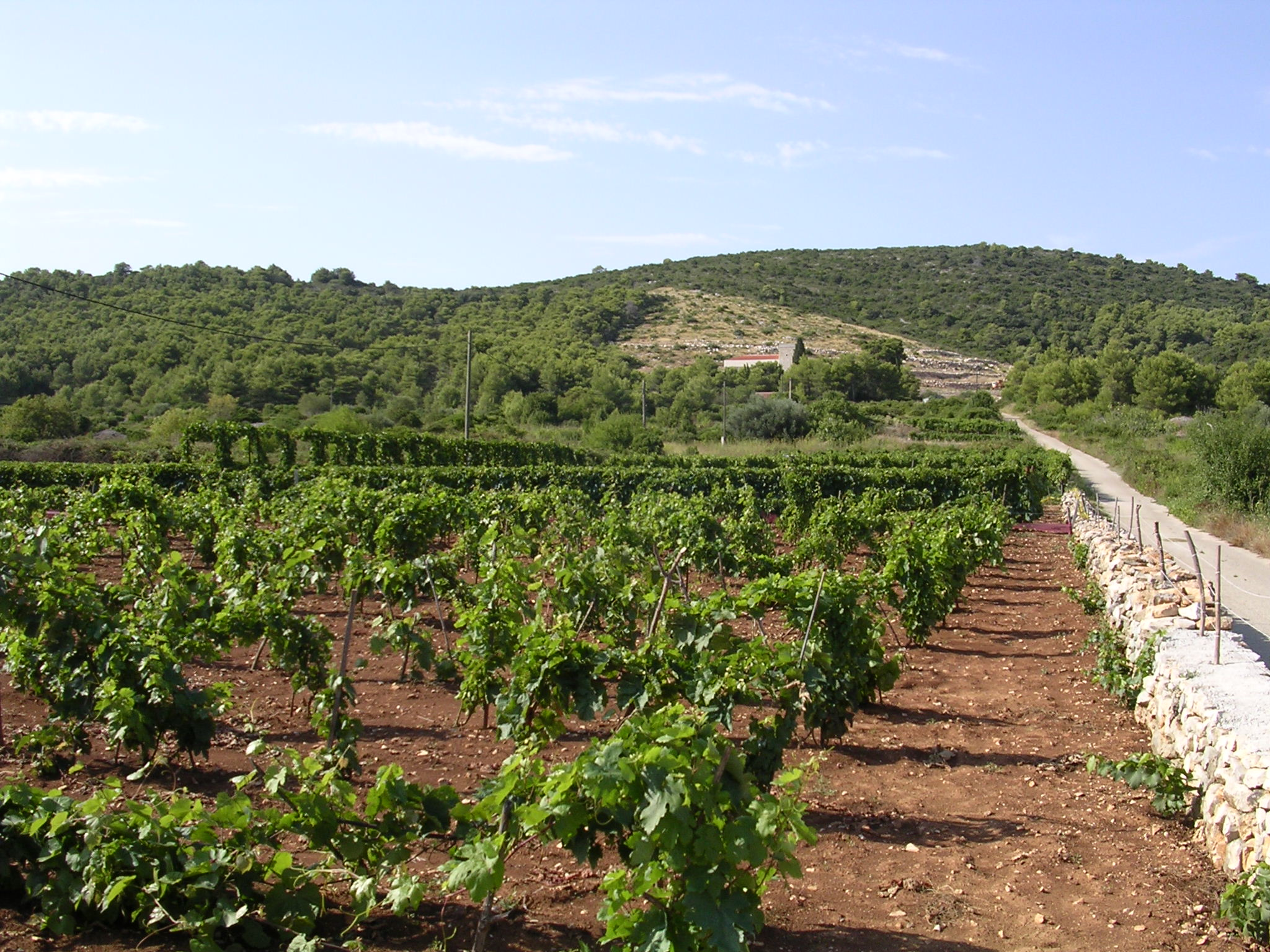
Vigneti a Lissa

## Storia

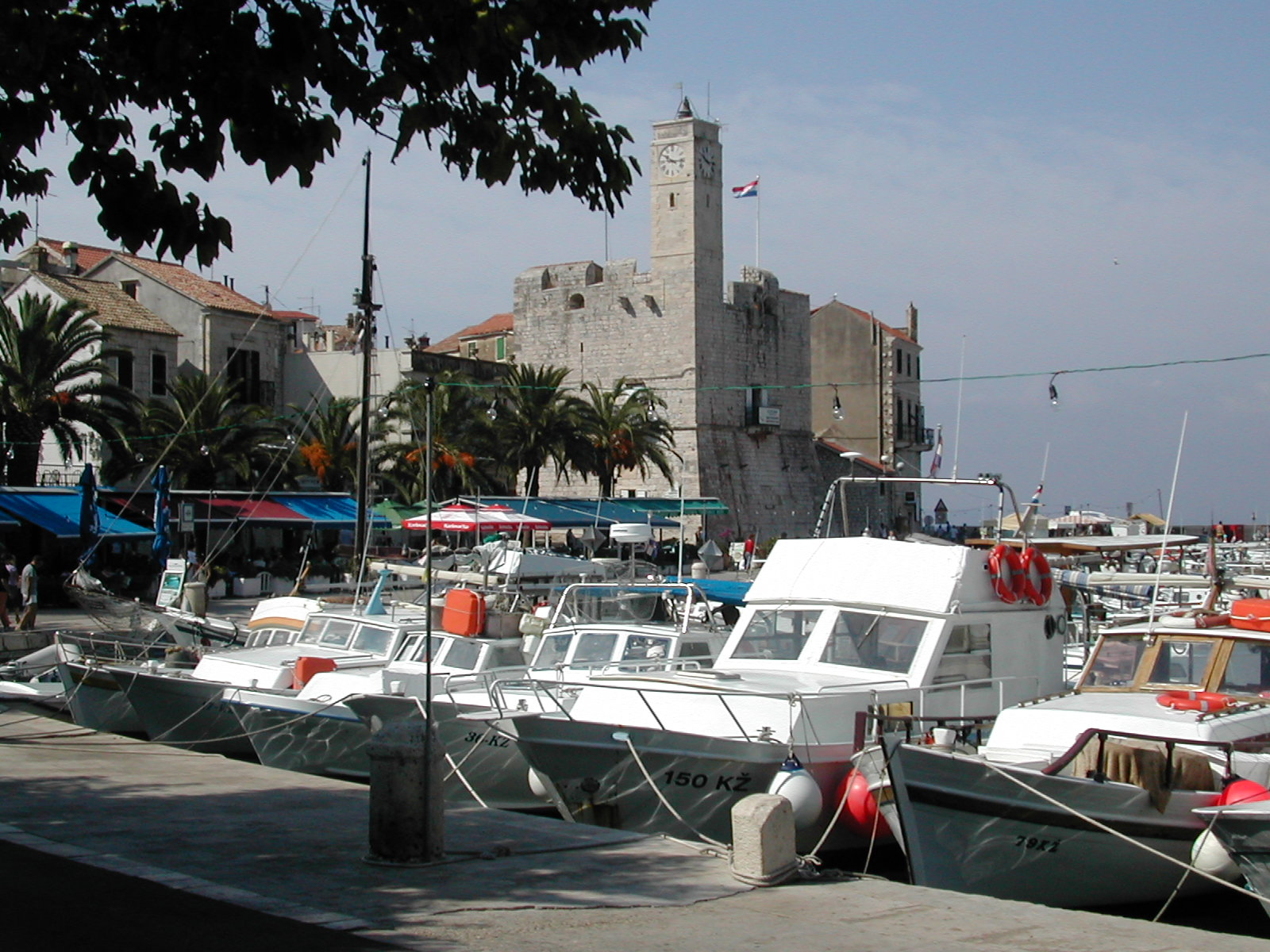
Il castello nella baia di Comisa.

Lissa, abitata fin dall'antichità, era nota presso i greci col nome di Issa.  L'originale lingua dalmata degli illiri romanizzati vi si estinse nel secolo XII.
Successivamente, per oltre quattro secoli fino al 1797, l'isola appartenne alla Repubblica di Venezia ed entrò nell'orbita culturale veneta. Di tale periodo storico permangono ancora oggi numerose tracce nell'architettura e nel dialetto croato locale.
Napoleone la inglobò nel Regno d'Italia tra il 1805 ed il 1809 e vi impose ufficialmente la lingua italiana.
In seguito, dal 1815 al 1918, così come tutta la Dalmazia, Lissa fu amministrata dall'Impero austro-ungarico, con il quale mantenne la stessa denominazione ufficiale usata precedentemente. Tuttavia (eccetto per il breve periodo di occupazione dal 1918 al 1921, dovuto agli accordi del patto di Londra), Lissa non appartenne mai all'Italia e vide declinare progressivamente il prestigio della sua lingua italiana come lingua franca del commercio marittimo dalmata fino agli anni trenta.
Lissa fece parte dell'italiano Governatorato della Dalmazia dal 1941 al 1943, quando fu incorporata nella provincia di Spalato. Sull'isola la famiglia italiana considerata più illustre fu quella dei Doimi de Lupis, che vennero cacciati da Tito essendo italiani.
Alla fine della seconda guerra mondiale l'isola servì da rifugio a Tito (che organizzò nel 1944, da una grotta, la resistenza contro le forze di occupazione tedesche) ed in seguito fu una base navale militare jugoslava fino al 1989. Solo in seguito all'indipendenza della Croazia l'isola è stata riaperta al turismo.
Dal 1920 Lissa viene ufficialmente chiamata in croato con il nome Vis.
Per la loro importanza strategica le acque di Lissa sono state più volte nella storia teatro di battaglie navali: quella meno nota del 13 marzo 1811 tra fregate britanniche e italo-francesi e soprattutto la battaglia di Lissa del 20 luglio 1866.
Nella battaglia più recente, la flotta italiana al comando dell'ammiraglio Persano, mentre si accingeva a sbarcare truppe per l'occupazione dell'isola, venne improvvisamente attaccata e sconfitta, pur in una situazione di superiorità numerica, dalla marina austro-ungarica dell'ammiraglio von Tegetthoff nel corso della battaglia di Lissa della terza guerra di indipendenza italiana.

## Società

### La presenza autoctona di italiani

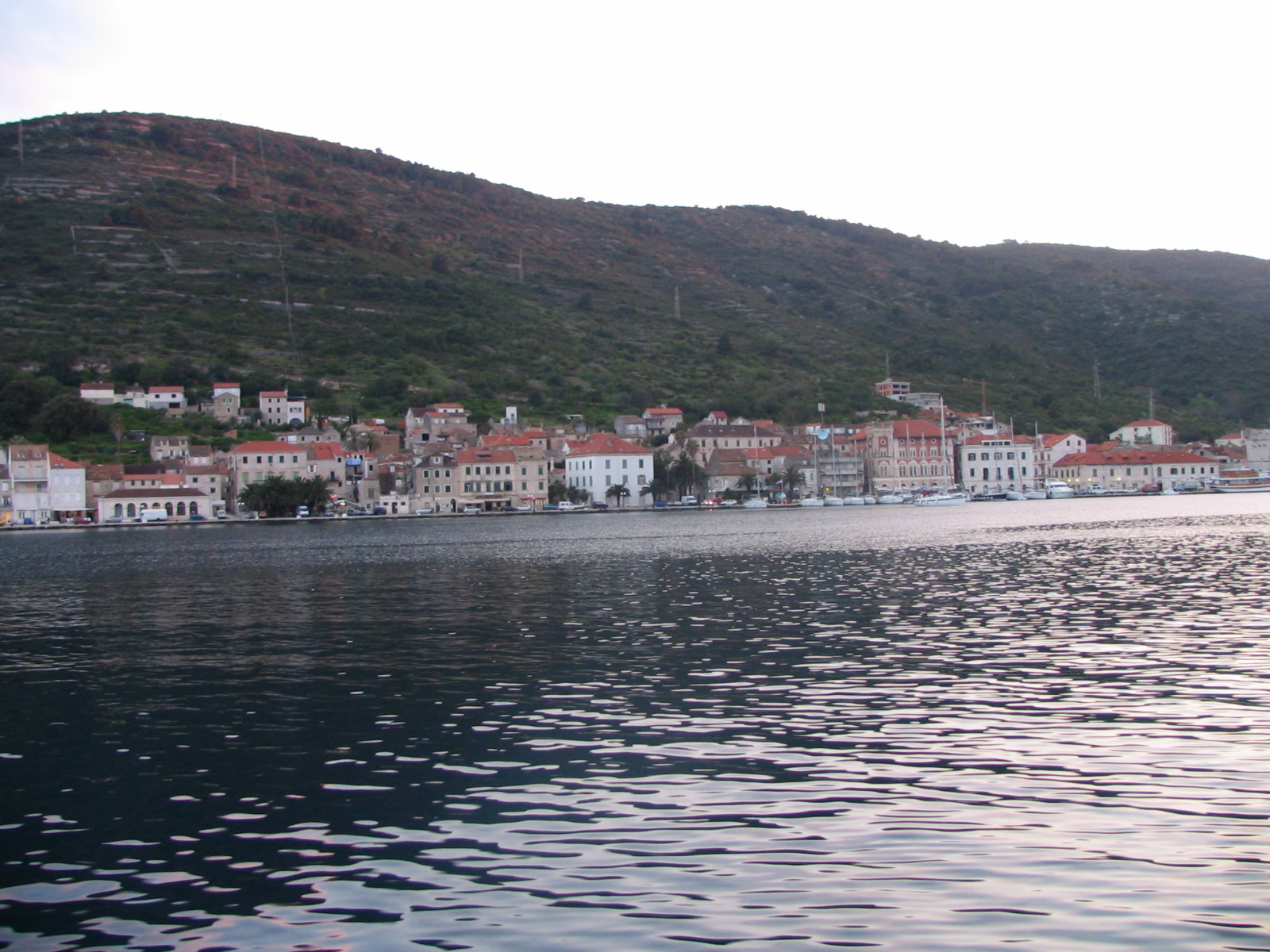
Lissa, panoramica dal mare

A Lissa esiste una piccola comunità di italiani autoctoni, che rappresentano una minoranza residuale di quelle popolazioni italiane che abitarono per secoli ed in gran numero, le coste dell'Istria e le principali città di questa, le coste e le isole della Dalmazia, e il Quarnaro, territori per molti secoli della Repubblica di Venezia. La presenza di italiani a Lissa è drasticamente diminuita in seguito agli eventi alla prima e della seconda guerra mondiale.
A Lissa i dalmati italiani erano in particolare conosciuti come pescatori (chiamati “venturini”) tra i più abili della Dalmazia. Tra tutte le isole dalmate, Lissa fu tra quelle dove maggiore era la comunità di lingua italiana rispetto a quella croata. Il censimento del 1880 dava infatti circa 4 500 italiani su un totale di quasi 7 000 persone, circa i 2/3 della popolazione, il 64%. Nel 1890 gli italiani risultavano essere 3.292.
Nel corso degli ultimi decenni del XIX secolo l'utilizzo della lingua italiana declinò rapidamente: il censimento austriaco del 1900 rilevò che circa il 97,0% della popolazione era di lingua croata e il 2,4% di lingua italiana, con punte del 3,9% nel comune di Lissa e 4,6% se si considera solo Lissa città (le differenti percentuali rispecchiano il fatto che gli italiani vivevano concentrati unicamente nei centri urbani di Lissa città e Comisa). Analogo risultato si ebbe nel 1910, quando la lingua italiana risultò parlata dal 2,5% degli abitanti dell'isola.
Con il passaggio dell'isola al Regno di Jugoslavia, si ebbe un esodo degli italiani soprattutto verso Zara e Lagosta annesse al Regno d'Italia. Nel 1927 si contavano in tutta l'isola 177 italiani, scesi a 50 nel 1930. Con la fine della seconda guerra mondiale, molti dei pochi rimasti scelsero la via dell'esilio. Oggi, in tutta l'isola, sono rimasti pochissimi italiani, tutti nell'omonimo capoluogo.

## Filmografia
- A Život Jde Dál (1935), film ceco-jugoslavo diretto da Carl Junghans, F.W. Kraemer e Václav Kubásek
- I Leoni di Lissa (2019), documentario italiano diretto da Nicolò Bongiorno.
- Mamma mia 2

### Cartografia
- (HR) Mappa topografica della Croazia 1:25000, su preglednik.arkod.hr. URL consultato il 14 gennaio 2017.
- G. Giani, Carta prospettiva delle Comuni censuarie della Dalmazia, foglio 8, 1839. Fondo Miscellanea cartografica catastale, Archivio di Stato di Trieste.
- Carta di cabottaggio del mare Adriatico, foglio IX, Milano, Istituto geografico militare, 1822-1824. URL consultato il 15 marzo 2022 (archiviato dall'url originale il 13 aprile 2013)..